# Теодор Палеолог од Монферата
Теодор Палеолог од Монферата (Казале Монферато, 14. август 1425 — Асти, 21. јануар 1484) је био италијански кардинал.

## Биографија
Био је син Јована Јакова, маркиза од Монферата и маркизе Јоване од Савоје (1392 – 1460), ћерке грофа Амадеа VII Савојског и сестре војводе Амадеа VIII.
Био је декан саборне цркве Санта Мариа ди Салуцо, затим почасни опат Санта Мариа ди Луцедо. Године 1475. постао је бискуп Казале Монферата, на тој функцији је до 1481. године.
Папа Павле II га је именовао за кардинала-ђакона у конзисторији од 18. септембра 1467. године, и постао је апостолски протонотар.
Учествовао је на конклави 1471. године, на којој је за папу изабран кардинал Франческо дела Ровере, који је узео име Сиксто IV.
Преминуо је од инфекције и сахрањен је у цркви Сан Франческо у Монкалву.